# NGC 2769
NGC 2769 is een spiraalvormig sterrenstelsel in het sterrenbeeld Grote Beer. Het hemelobject werd op 8 maart 1831 ontdekt door de Britse astronoom John Herschel.

## Synoniemen
- UGC 4816
- MCG 8-17-50
- ZWG 264.76
- KCPG 190A
- PGC 25870